# Дробинин, Алексей Юрьевич
Алексе́й Ю́рьевич Дроби́нин (род. 10 октября 1974) — российский дипломат. Чрезвычайный и полномочный посол (2024).

## Биография
Окончил Институт стран Азии и Африки при МГУ им. М. В. Ломоносова в 1995 году. Владеет ивритом, английским, турецким и французским языками. На дипломатической службе с 1996 года. 
В 2009—2014 годах — старший советник Посольства России в США.
В 2014—2017 годах — советник-посланник Посольства России в Израиле.
В 2017—2021 годах — заместитель директора Департамента внешнеполитического планирования МИД России.
С 30 декабря 2021 года — директор Департамента внешнеполитического планирования МИД России.

## Дипломатический ранг
- Чрезвычайный и полномочный посланник 2 класса (10 июня 2017)[1].
- Чрезвычайный и полномочный посланник 1 класса (12 сентября 2022)[2].
- Чрезвычайный и полномочный посол (27 декабря 2024)[3].

## Награды
- Орден Дружбы (22 ноября 2023) — за большой вклад в реализацию внешнеполитического курса Российской Федерации и многолетнюю добросовестную дипломатическую службу[4].
- Медаль ордена «За заслуги перед Отечеством» II степени (31 декабря 2021) — за большой вклад в реализацию внешнеполитического курса Российской Федерации и многолетнюю добросовестную дипломатическую службу[5].